# Depósito digital
Un depósito digital es un espacio centralizado donde se almacena y mantiene información digital. Los depósitos están preparados para distribuirse habitualmente sirviéndose de una red informática como Internet. Pueden ser de acceso público, o pueden estar protegidos y necesitar de una autenticación previa.

## Donde y cómo. Problemática actual
Una cuestión importante es dónde se podrá reunir, almacenar y difundir información digital y que esa información perdure, esté disponible y sea recuperable a lo largo del tiempo. 
Los proyectos de depósitos digitales suponen en muchas ocasiones un elevado coste económico y necesitan también una alta implicación que proporcione continuidad una vez comenzados, así como un cambio en la cultura institucional. Por lo que en la actualidad numerosas instituciones han optado por esperar a que haya más experiencias colectivas antes de comenzar con el proceso de preservación digital.
El informe Preserving digital information del año 1996, recomendó para la preservación a largo plazo, la creación de centros especializados. 

## Tipos y ejemplos de depósitos digitales

### Depósitos institucionales
Es una colección digital que agrupa y preserva la producción intelectual de una o varias instituciones.  
También se podría definir como el conjunto de servicios que una institución ofrece a los miembros de su comunidad para la gestión y diseminación de los materiales digitales creados por la institución y sus miembros
Por otro lado un depósito institucional debe cumplir al menos las siguientes características:
- Ser un servicio institucional abierto a toda la comunidad más allá de un depósito pasivo de documentos digitales
- Su objetivo debe ser reunir, preservar y dar acceso a, entre otras cosas, la producción de los investigadores y docentes en múltiple formatos. Se excluiría cualquier repositorio que ponga límites a esta producción, por ejemplo, solo objetos de aprendizaje o solo de tesis, etc.
- Debe recibir contenidos de forma activa bien a través de un formulario web o simplemente a través de correo electrónico.

Ejemplos de depósitos institucionales son:
- Diposit digital de documents de la UAB:[5] Depósito digital que recopila, gestiona, difunde y preserva la producción científica, docente e institucional de la universidad autónoma de Barcelona.
- DIGITUM:[6] Depósito Digital Institucional de la Universidad de Murcia. Su objetivo es permitir el acceso libre a la producción científica y académica de la Universidad para aumentar la visibilidad de sus contenidos y garantizar la conservación de estos archivos digitales.
- UPCT(UNIVERSIDAD POLITÉCNICA DE CARTAGENA):[7] Su objetivo es organizar, archivar, presentar y difundir en modo de acceso abierto la producción intelectual resultante de la actividad académica e investigadora de esta comunidad universitaria.

### Depósitos digitales académicos
La finalidad de este tipo de depósitos es preservar y hacer más visible las investigaciones académicas llevadas a cabo. Hay que señalar que en muchos casos estas investigaciones se hacen públicas para dar cumplimiento a la ley de la ciencia, la tecnología y la innovación, en lo que respecta a la necesidad de publicar en acceso abierto la actividad investigadora realizada a través de fondos públicos. 
A continuación se clasifican y muestran algunos ejemplos de depósitos digitales académicos.

#### De tesis doctorales y trabajos de investigación
- RECERCAT:.[9] Repositorio cooperativo en el que se puede consultar la literatura de investigación de las universidades y centros de investigación de Catalunya, como artículos, trabajos de investigación/fin de máster, trabajos/proyectos fin de carrera, ponencias de congresos, informes, documentos de trabajo, etc.
- TDX TESIS DOCTORALES:.[10] Contiene, en formato digital, tesis doctorales leídas en las universidades de Catalunya y otras comunidades autónomas.
- DART-EUROPE:[11] Portal europeo de tesis doctorales.

#### De materiales docentes
- MDX:[12] Contiene materiales y recursos digitales resultantes de la actividad docente que se lleva a cabo en las universidades colaboradoras con este depósito.

### Depósitos digitales de revistas científicas y culturales
El conocimiento es un bien común que debe de ser compartido y puesto al servicio de la sociedad. En este contexto, este tipo de depósitos son un recurso muy valioso para la generación y conservación del conocimiento que hace avanzar la sociedad. En la actualidad este tipo de plataformas garantizan que la difusión de los artículos científicos se realice masivamente y a nivel mundial
Ejemplo de depósitos digitales de revistas científicas y culturales son:
- RACO:[14] Contiene artículos publicados en revistas científicas, culturales y eruditas catalanas.
- DOAJ. Directory of open Access journals:[15] Ofrece una conexión abierta a publicaciones científicas revisadas por pares.

### Depósitos digitales de páginas web
Sirven para garantizar la preservación y el acceso a páginas web generadas en un territorio o sobre un territorio.
Ejemplo de un depósito digital es:
- PADICAT:[16] Iniciativa de la Biblioteca de Catalunya para capturar, preservar y difundir el Archivo Web de Cataluña.

## Externalización de servicios de preservación
La externalización de servicios implica que una institución externa se encargue de algunas de las funciones relacionadas con la preservación digital y, en algunos casos, de todas ellas. 
Es aceptado como un hecho la imposibilidad de que cualquier organismo, independientemente de su tamaño, prestigio o recursos disponibles, pueda hacer frente solo a la totalidad de los requerimientos de la preservación digital. 
Ante este panorama hay distintas propuestas, sin embargo ante el debate abierto por diversos expertos en el que cuestionan la fiabilidad a largo plazo de la externalización de servicios de preservación comerciales, la tendencia es fomentar el establecimiento de centros sin ánimo de lucro, especializados en la preservación que prestarán servicios a otro. 
Por otro lado, los proyectos en que las responsabilidades de preservación son compartidas, al comportar una reducción del riesgo de duplicidad y un incremento de los resultados de la inversión realizada, parece el modelo más recomendable.

## Depósitos digitales fiables
Dentro de las propuestas de creación de depósitos fiables habría que señalar la publicación,  por parte de las cooperativas de bibliotecas estadounidenses, RLG y OCLC, de un estudio sobre los atributos y responsabilidades de los depósitos digitales fiables. 
Según el informe de RLG y OCLC los depósitos digital fiables deben:
- Garantizar la integridad y autenticidad del recurso
- Velar por la protección de los derechos
- Limitar el acceso a usuarios autorizados
- Mantener las herramientas necesarias para identificar y recuperar la información
- Asegurar la presencial de metadatos normalizados

Este mismo informe recomendó las siguientes acciones clave que facilitaran la creación de depósitos fiables:
- Desarrollar un proceso para la certificación de depósitos digitales
- Investigar y crear instrumentos para identificar las propiedades esencial
- Investigar y desarrollar modelos de redes y de servicios cooperativos de depósitos
- Desarrollar sistemas para la identificación única y persistente de los recursos (unique, persistent identification), también considerado un elemento clave para la preservación a largo plazo
- Investigar y difundir información sobre la compleja relación entre la preservación digital y los derechos de propiedad intelectual
- Identificar las estrategias técnicas que ofrezcan la mejor garantía del acceso continuado
- Definir los metadatos elementales necesarios para la gestión a largo plazo y desarrollar instrumentos para generar y/o extraer automáticamente la máxima cantidad posible

## Propuesta para la creación de depósitos digitales fiables. El modelo OAIS
El modelo de referencia OAIS, fue desarrollado por el Consultative Committee for Space Data Systems (CCSDS), para proporcionar un entorno para la estandarización de la preservación de objetos de todo tipo en el entorno científico.
OAIS fue creado con el objetivo de ser ampliamente aplicado para la preservación a largo plazo de cualquier tipo de objeto, no exclusivamente de objetos digitales y se basa en las siguientes funcionalidades: función de adquisición, donde recibe la información de los productores, la prepara para almacenarla y gestionarla en el repositorio; función de gestión de archivo, que define el uso del repositorio, el mantenimiento de paquetes de información de archivo, responsable de asegurar que el contenido que se ha archivado se ha hecho de forma adecuada para garantizar su mantenimiento a largo plazo; función de gestión de los datos, que permite describirlos; función de administración que gestiona las operaciones diarias del archivo; función de acceso que ayuda a los usuarios a identificar y obtener la información y permite su consulta.
OAIS propone seis pasos ineludibles para un programa, cuatro de ellos son actividades a las que se somete el material almacenado:
- Incorporación (ingest)
- Almacenamiento (archival storage)
- Gestión (data Management)
- Acceso/difusión (access/disemination)

Y dos hablan del funcionamiento del depósito:
- Planificación para la preservación (preservation planning)
- Gestión del depósito (archive administration)

## Evaluación de los depósitos digitales fiables
La necesidad de demostrar la fiabilidad de los depósitos digitales ha implicado que dediquen importantes esfuerzos a determinar la mejor forma de establecer un sistema de evaluación, medición y certificación. Dentro de los estudios propuestos podríamos destacar:

### Audit checklist for the certification of trusted digital repositories.[18]
Permiten evaluar los depósitos atendiendo a cuatro áreas:
- Organización
- Funciones, procesos y procedimientos
- Comunidad de usuarios y usos previstos
- Tecnología e infraestructura técnica

Las instituciones evaluadoras son las siguientes:
- InterUniversity Consortium for Political and Social Research
- Koninklijke Bibliothee
- LOCKSS
- Pórtico

### NESTOR[19]
Agrupa los criterios de evaluación en tres áreas: organización, gestión del objeto e infraestructura y seguridad.Cada entrada del catálogo consiste en cuatro campos: texto del criterio, descripción general del criterio, ejemplos, comentarios, notas, etc. y bibliografía relacionada.